# Germarostes nasutus
Germarostes nasutus är en skalbaggsart som beskrevs av Bates 1887. Germarostes nasutus ingår i släktet Germarostes och familjen Hybosoridae. Inga underarter finns listade i Catalogue of Life.